# Уктусский завод
Укту́сский заво́д — первый завод в черте современного Екатеринбурга.

## Географическое положение
Завод был расположен в районе Уктуса (ныне переулок Дунитовый) в черте современного города Екатеринбурга, в полуверсте от впадения реки Уктус в реку Исеть, в заводском посёлке Уктус Арамильской слободы.
Остатки заводской плотины являются наиболее ранним рукотворным сооружением на территории современного Екатеринбурга.

## История создания

### Уктусский завод

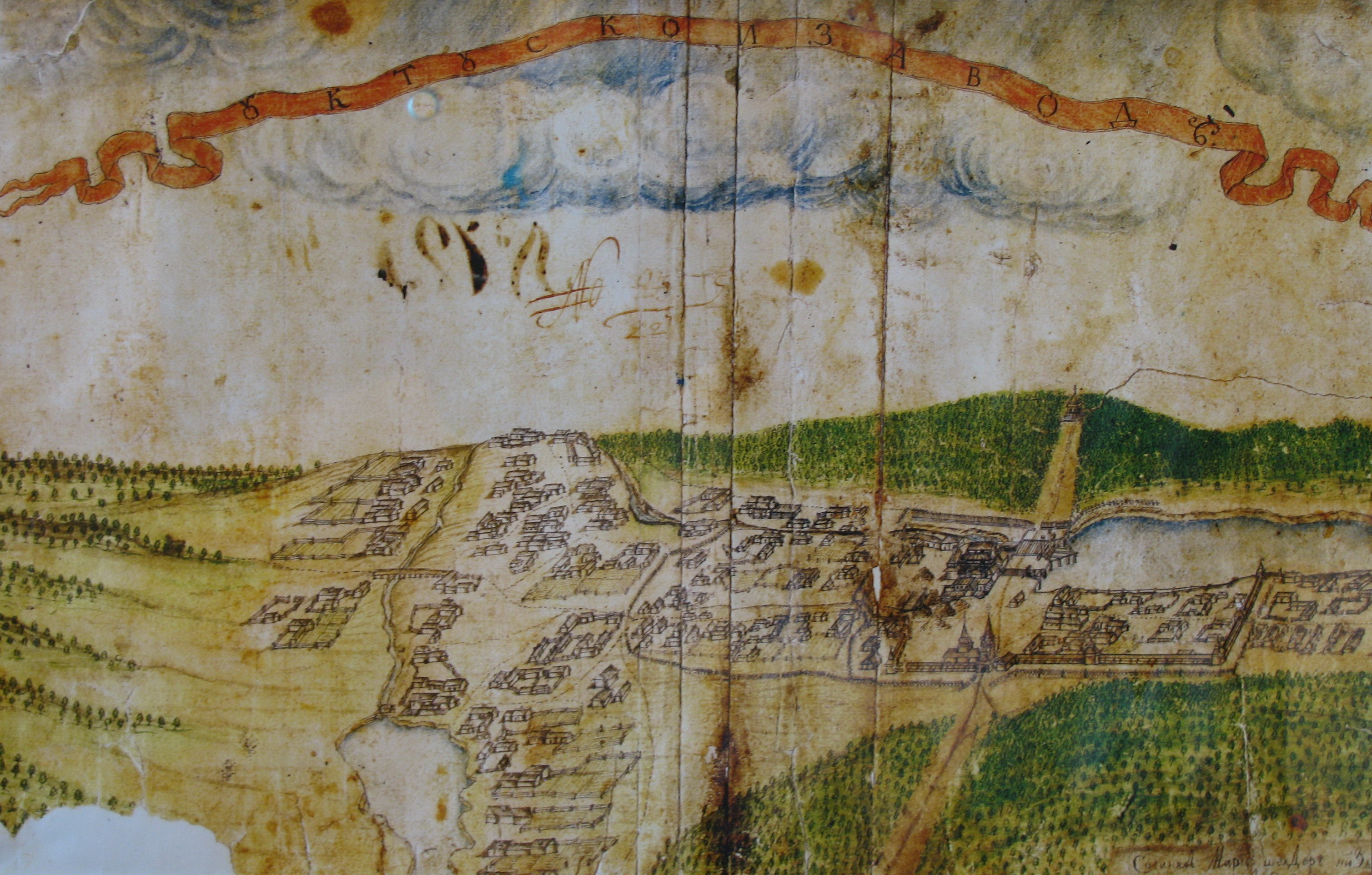
План Уктусского завода, 1720

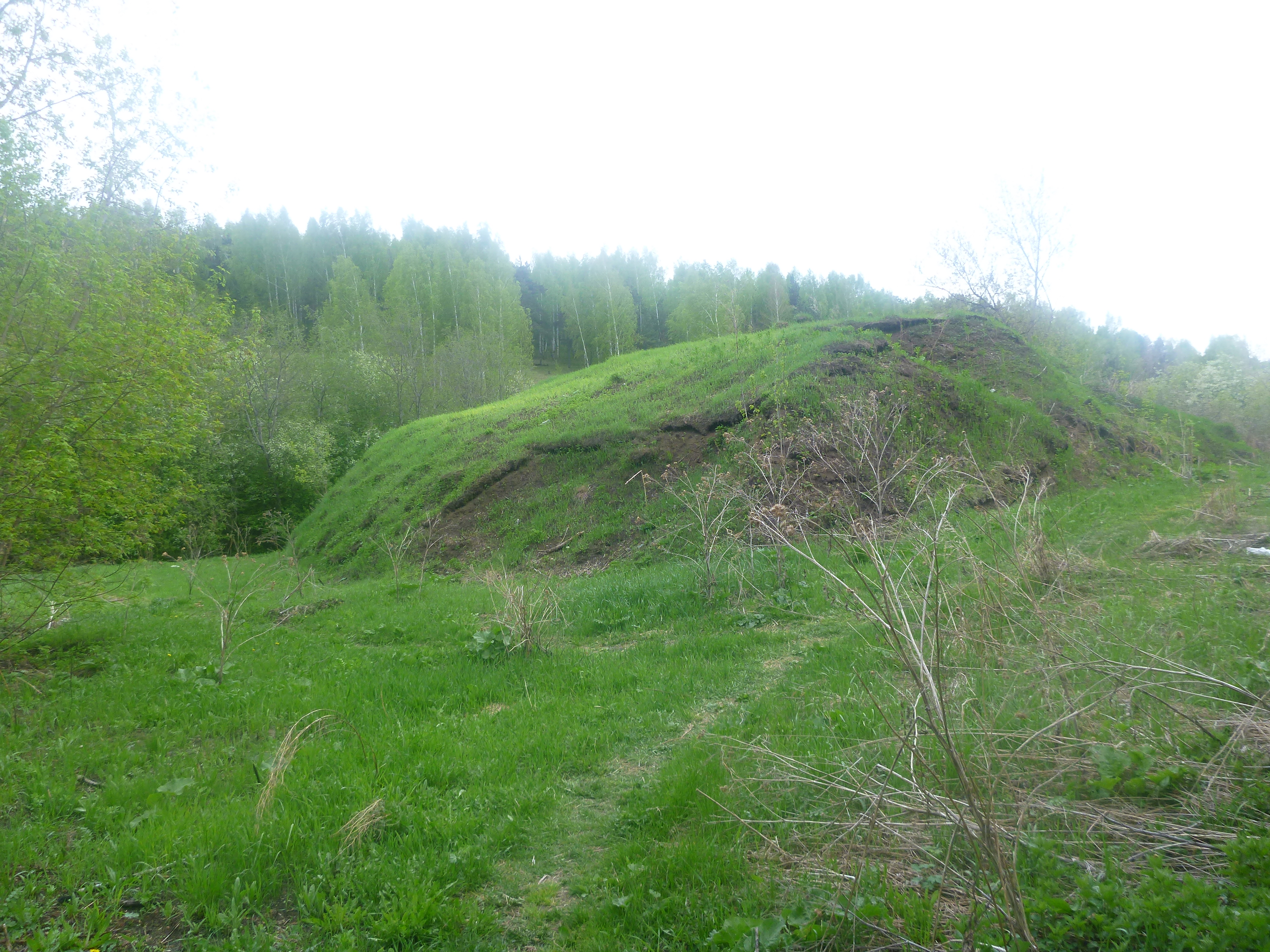
Земляной вал плотины Уктусского завода и ларевый прорез, 2018

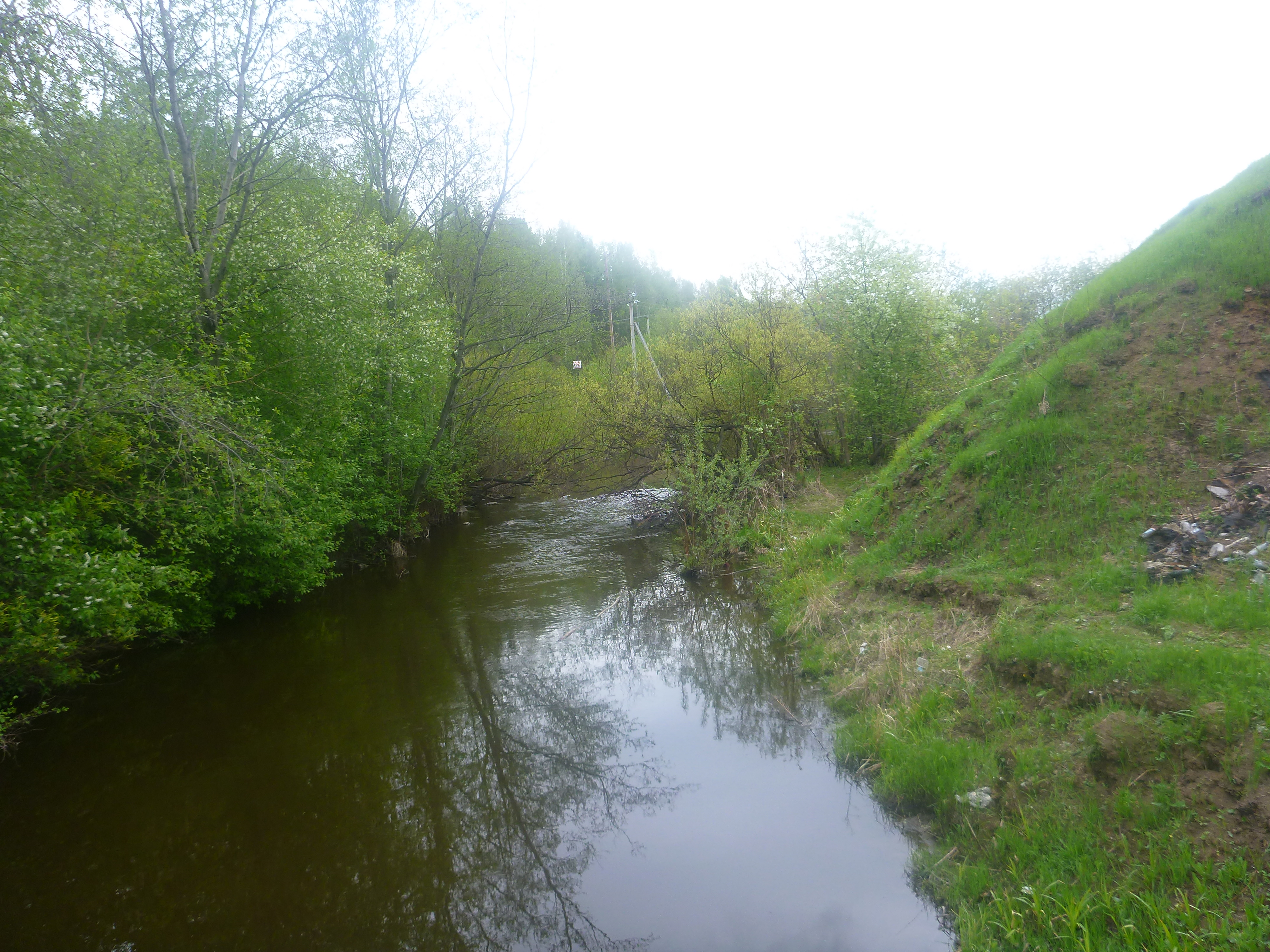
Вешняковый прорез в плотине Уктусского завода, 2018

Строительство завода началось 4 декабря 1702 года по инициативе начальника Сибирского приказа думного дьяка А. А. Виниуса. Указ тобольского воеводы Михаила Яковлевича Черкасского о строительстве завода. Руководителем стройки был приказчик Иван Астраханцев. На стройке работали плотинный мастер Ермолай Яковлевич Неклюдов, доменный мастер Яков Фадеевич Аистов и приписанные крестьяне Арамильской, Белоярской, Благовещенской, Буткинской, Калиновской, Куяровской, Мурзинской, Уецкой и Юрмытской слободы.
Завод начал работать 19 декабря 1704 года, когда была задута первая домна, вторая была запущена 3 мая 1706 года. К 1706 году были запущены две молотовые фабрики по два молота в каждой, одна пушечная вертельня, две кузницы, две угольных и один известковый сараи. Численность персонала составляла 35 мастеровых и 12 учеников. В 1708—1709 годах были построены острог, надолбы, рогатки.
На заводе в 1704—1713 годах часть железа производилась крестьянами на ручных домницах, а в 1715—1717 годах — железо приобреталось на небольших заводах, например на Шувакишском или у частных лиц. Это было кричное железо, используемое большей частью на производство уклада (сырцовая сталь, которую получали из железной крицы путём поверхностного науглероживания металла) для заводских нужд. Крицы поступали на завод либо в виде уплаты подати, либо скупались по фиксированной цене. Выработка ручных домниц была нестабильной, например, в 1707, 1711—1712, 1714 годах кричного железа на Уктусский завод вообще не поступало, в другие годы количество доставленного железа колебалось от 256 килограмм в 1710 году до 3,2 тонн в 1705 году. Самая крупная партия кричного железа в 7,9 тонн была принята в 1717 году у писчика Арамильской слободы А. Гобова. Всего за 1704—1717 годы на Уктусский завод поступило более 20,5 тонн кричного железа, 12 тонн из которого были выплавлены в ручных домницах в 1704—1713 годах.
Ночью 5 апреля 1718 года пожар уничтожил все заводские постройки, кроме плотины, и завод был восстановлен только к 1720 году. Руководителем новой стройки был заводской комиссар Алапаевского завода Тимофей Матвеевич Бурцев. Заводская плотина была увеличена, её длина составила 160 метров, ширина 26 метров, а высота 6,5 метров с двумя ларями. К 1725 году на заводе были запущены вододействующая толчея на 10 деревянных пестов, два молотовых амбара (на 4 горна и 2 больших молота, и на 2 горна и 2 молота), кузница с 20 горнами, амбары для хранения железа, меди, заводских инструментов, деревянной посуды и сараи для изготовления водяных колёс, мехов, сушки леса.
Имелась шпикарная фабрика, в которой к 1730 году численность работников составляла 20 кузнецов и на которой производились гвозди для всех казённых заводов. В апреле 1734 года по распоряжению Геннина здесь были раскованы опытная партия всех сортов гвоздей, описав все технологические операции. Фабрика выпускала более 20 сортов гвоздей (крупные от 1 до 8 вершков и мелкие от 1 до 6 дюймов).
11 декабря 1737 года сгорела молотовая фабрика, и взамен была построена новая. В 1743 году взамен обветшавшей была выстроена новая крепость с палисадом (с поперечными креплениями брёвен).

### Уктусский медеплавильный завод
В октябре 1713 года управитель Уктусского казённого завода комендант Семён Дурнов по указу Сибирского губернатора князя Гагарина отправил плавильщика Аврамова и двух рудокопных мастеров Уктусского завода осмотреть медные месторождения. Гумёшевское месторождение было признано неперспективным, а пригодным на реке Полевой на горе и на речке Шиловке, притоке реки Уктус. Однако в начале 1716 году Сергей Бабин повторно демонстрирует пробу и руду с Гумёшевского рудника князю Гагарину, а в апреле 1716 года, посланные на место рудничный мастер Огнев с С. Бабиным, а также рабочими Уктусского завода с 10 вооружёнными драгунами провели разведку медного месторождения. В августе 1717 года Иван Бухвалов с подьячим, работниками Уктусского завода и 70 драгунами осмотрели месторождение и повторно пришли к выводу о бесперспективности данного месторождения. И только с июля 1723 года медная руда Гумёшевского рудника стала ввозиться на Уктусский завод.
С 1713 года было запущено медеплавильное производство в первом горне, а с 1716 года в двух горнах. В 1718 году медеплавильное производство было увеличено за счёт двух новых плавильных амбаров на 8 и 4 горна, а после 1720 году включало в себя одну плавильню с 6 горнами, 6 парами деревянных мехов, 3 вододействующими колёсами, амбар с 2 горнами для переплавки чистовой меди, караульная изба и амбар для хранения чистовой меди. Во второй плавильне для черновой меди было 4 горна с двумя деревянными мехами и одним колесом.
При добыче руды и углежжении кроме местных крестьян работал 141 шведский пленный. Руда доставлялась с Шиловского, Карасевского, Решетского, Квашнинского, Луговского, Полевского и Гумёшевского рудников.
В феврале 1747 года президент Берг-коллегии Антон Фёдорович Томилов принял решение Уктусскому заводу доработать до полного израсходования руды и угля, из-за «оскудения лесов» и «исчерпании» имевшегося у него запаса чугуна и угля в мае 1749 года завод был закрыт. В марте 1750 года последний управитель Уктусского завода шихтмейстер Василий Никитич Бурцев оставил свой пост.
В 1749 году железоделательное и медное производство на Уктусе было закрыто, а на заводе устроили золотопромывальню..

### Верхне-Уктусский завод
Новый чугуноплавильный и железоделательный завод был основан в 1722 году В. И. Генниным, была построена плотина для запасного пруда на реке Уктус, в 3 верстах выше Уктусского завода.
В 1723 году новая плотина была размыта весенним паводком, в 1725 году была восстановлена, а при ней была построена молотовая фабрика с 2 кричными и 1 колотушечным молотами. В апреле 1726 года приступила к переделу поступавшего с Уктусского завода чугуна в кричное железо. В 1727 году новый железоделательный завод был назван генералом Генниным «заводом цесаревны Елизаветы», в честь дочери императрицы Екатерины, в обыденной жизни завод именовали просто Елизаветским, Елизаветинским или Верхнеуктусским.
По описанию Геннина, составленному в 1735 году, новая заводская плотина имела длину в 140,8 метров, а вместе с земляным валом — 310,8 метра, с шириной — 34,8 метра, с высотой — 7,3 метра. В плотине были прорезаны «вешняк» и «ларь», перед которыми находились крытые тёсом «дворы». В деревянной молотовой фабрике, крытой тёсом, помещались 4 кричных и 1 колотушечный горны. Из вспомогательных производств имелись кузница с 4 ручными горнами для ковки и починки инструментов, «пробная изба» для испытания железа, сараи для чугуна, железа и лесных материалов. Тут же располагались заводская контора и два казённых двора для 26 мастеровых. Численность нового завода была 28 человек: 3 целовальника (руководителя работ и приёмщики припасов, принимавшие присягу — «целовавшие крест» — о честном исполнении своих обязанностей), 1 плотник, 2 кузнеца и 2 их подручных, 8 кричных подмастерьев и 8 кричных работников и 4 ученика. Производительность одного молота — по 240 пуд железа в неделю. Завод потреблял в год 24 тысяч пудов чугуна и 3,6 тысяч коробов древесного угля, выковывал 16 тысяч пудов кричного железа.
В 1754 году на торгах завод (плотина и строения) был продан секретарю Главного управления Алексею Порецкому. В 1754—1764 годах завод находился в частных руках. При заводской плотине работала пильная и мукомольная мельница.

### Уктусская золотопромывальная фабрика
В августе 1750 года Главное правление приняло решение золотосодержащую руду Шарташского и Шилово-Исетского рудников возить на Уктус в связи с скопившимися большими запасами руды на самих рудниках. Руду истолочь и промывать на молотовой фабрике с прилежностью денно и ночно. Организовать производство было поручено саксонскому штейгеру Иоганну Кирхнеру. В январе-марте 1751 года приписные крестьяне подрядом перевезли 15 тысяч пудов руды. В мае 1751 года началась промывка и велась ежегодно.
В 1753—1754 годах в ходе изыскательных работ под руководством В. Н. Бурцева и норвежского штейгера Захариаса Штора вблизи Уктуса были открыты три новых золоторудных месторождения, в том числе на южном склоне горы Берёзовой (Покровская, Оленья). В 1764 году по решению Берг-коллегии были переданы в Экспедицию золотых производств простаивающая молотовая и плотина Верхне-Уктусского завода. В 1765 году по модели Василия Фёдоровича Гридина построена промывальная машина. Деревянная молотовая была переоборудована в промывальню. Была контора с круглыми слюдяными окнами, командирская квартира с конюшней и баней, два амбара, сушило для просушки строительного леса, а при руднике на горе Берёзовой была ещё кузница и плащильная изба. Первые партии парусины для фабрики ткали на полотняной фабрики в Невьянской слободе екатеринбургских купцов Дубровиных.
В 1768—1770 годах по решению главы экспедиции золотых производств Н. П. Бахорева была построена из камня-плитняка новая золотопромывальная фабрика, которая была первой на Уктусе производственной каменной постройкой. В 1770 году была укреплена уктусская плотина: переложили свинки (бревенчатые, набитые глиной срубы), с прудовой стороны досыпали землёй и чугунным шлаком, укрепили бревенчатым обрубом. В 1852—1854 годах архив старой Уктусской заводской конторы и конторы Уктусской золотопромывальной фабрики был передан в Екатеринбург, все заводские постройки были сняты с баланса Нижне-Исетской администрации, после чего окончательно фабрика была упразднена.

### Кожевенная фабрика
К 1800 году оборудование Уктусской золотопромывальной фабрики было загружено наполовину, и по инициативе главного начальника уральских заводов Аникиты Сергеевича Ярцева и мастера кожевенного дела шведа Стремстедта 13 марта 1801 года в половине каменной золотопромывальни была открыта кожевенная фабрика. Небольшая казённая кожевенная фабрика планировалась удовлетворять все заводские нужды. Фабрика стала выделывать белую юфтевую, глянцевую, белую сапожную, подошвенную и сыромятную кожу по качеству не уступающей английской. Однако, валом пошёл брак, вышел жуткий убыток, мастера отстранили, а его имущество описали. Фабрика закрылась.

## Продукция завода
Уктусский завод выпускал чугун в штыках, железо, уклад, гвозди, котлы, якоря, котлы, инструмент, бомбы, гранаты, картечь. Заводские изделия, в основном, отправлялись в Москву и Тобольск.
Изредка даже отливали чугунные пушки и мортирцы, сверлились пушки Екатеринбургского завода.

## Сибирский обер-бергамт
В 1720 году, после приезда на Урал В. Н. Татищева, на Уктусском заводе было учреждено Главное горное начальство Сибирских и Казанских заводов (Сибирский обер-бергамт). Именно отсюда было организовано управление строительством нового Екатеринбургского завода в 7 верстах к северу от Уктуса. После его постройки 1 августа 1723 года туда был переведён Сибирский обер-бергамт.
В 1857 году был построен сохранившийся до нынешнего времени каменный мост через реку Патрушиха, соединивший Екатеринбург и Нижне-Исетский завод, а в 1856 году был спущен заводской пруд.
Сохранилась небольшая часть каменных зданий, Преображенская церковь (1808 года постройки), школа середины 19-го века (ныне художественная им. Корзухина) и земская школа (1914 г.) Щербакова 67.